# Paisaje montañoso con Venus y Adonis
Paisaje montañoso con Venus y Adonis es un óleo sobre lienzo del pintor flamenco Tobias Verhaecht. Se cree que probablemente fue pintado en el siglo XVII y se encuentra en el Museo Thyssen-Bornemisza de Madrid (España).

## Descripción
La vista es desde un mirador. Un río se extiende hacia un amplio valle. A la izquierda, se ven dos castillos separados tras los árboles altos que se sientan en la ladera boscosa. En primer plano, al borde de la carretera, están Venus y Adonis. Un putto y los perros de caza de Adonis se sientan cerca. Desde el primer plano, un camino pedregoso desciende hacia el valle. A media distancia se encuentra el jardín de un largo palacio. Las tierras altas se distinguen en el fondo brumoso.
Mientras que Verhaecht visitó Italia (viviendo en Roma, donde supuestamente estuvo activo como pintor de frescos de paisajes) sus pinturas de paisajes llevan la marca de la tradición paisajística del norte y evidencian la influencia de Brueghel y Patinir. Paisaje montañoso con Venus y Adonis, como muchas otras pinturas de Verhaecht, representa un paisaje imaginario de Weltlandschaft caracterizado por una topografía montañosa. Pieter Bruegel el Viejo popularizó la tradición de la Weltlandschaft.
Verhaecht no pintó su dibujo ni hizo sus estudios mientras cruzaba los Alpes en el contexto de su viaje a Italia (posiblemente en la década de 1580). Algunos de sus paisajes montañosos y dibujos datan de finales de 1620, mucho después de su regreso a Flandes.
La costumbre de insertar figuras bíblicas y mitológicas en las pinturas de paisajes, practicada por paisajistas contemporáneos de Verhaecht como Joos de Momper y Paul Bril, se remonta a los primeros paisajistas, que incluyen a Joachim Patinir y Herri met de Bles. Estas figuras no son más que un adorno del sujeto real, el paisaje, aunque pueden dar título a una obra y transmitir significados morales, a veces paralelos a elementos del paisaje.